# 高崎中央病院
高崎中央病院（たかさきちゅうおうびょういん）は、はるな生活協同組合が群馬県高崎市高関町に設置する病院。

## 概要
救急告示病院。2005年4月6日よりISO9001の認証を受けている。
社会福祉法に基づく無料定額診療事業を行っており、全日本民主医療機関連合会(民医連)に加盟している。

## 診療科
- 内科[5]
- 外科[5]
- 小児科[5]
- 皮膚科[5]
- 放射線科[5]
- 整形外科[5]

## 医療機関の認定
(この節の出典)
- 保険医療機関
- 労災保険指定医療機関
- 高齢者の医療の確保に関する法律(昭和57年法律第80号)第7条第1項に規定する医療保険各法及び同法に基づく療養等の給付の対象とならない医療並びに公費負担医療を行わない医療機関
- 指定自立支援医療機関（精神通院医療）
- 身体障害者福祉法指定医の配置されている医療機関
- 生活保護法指定医療機関(中国残留邦人等の円滑な帰国の促進並びに永住帰国した中国残留邦人等及び特定配偶者の自立の支援に関する法律(平成6年法律第30号)に基づく指定医療機関を含む。)
- 結核指定医療機関
- 原子爆弾被害者一般疾病医療取扱医療機関
- 公害医療機関
- 臨床研修病院
- 在宅療養支援病院
- 無料低額診療事業実施医療機関

## 訪問診療
- 医師が自宅(施設)に訪問して、診察や処置を行っている。必要に応じて病状の説明を行ったり、血液検査や点滴、気管カニューレの交換、在宅酸素療法や人工呼吸器の管理も行っている[6]。

## 交通アクセス
(この節の出典)

### JR高崎駅より
東口
- タクシー約5分
- 高崎市内循環バスぐるりん：京ケ島線 系統番号8・上大類先回り乗車「中央病院入口」停留所下車、徒歩3分

西口
- 群馬中央バス：高崎駅～県立女子大学線高関～上滝～玉村～県立女子大学 乗車「稲村クリニック前」停留所下車、徒歩2分